# Bikitaïta
La bikitaïta és un mineral de la classe dels silicats, que pertany al grup de les zeolites. Rep el nom per Bikita, a Masvingo (Zimbabwe), la seva localitat tipus.

## Característiques
La bikitaïta és un silicat de fórmula química LiAlSi₂O₆·H₂O. Cristal·litza en el sistema triclínic. La seva duresa a l'escala de Mohs és 6. És una espècie isostructural amb la paracelsiana i l'estronciohurlbutita.
Segons la classificació de Nickel-Strunz, la bikitaïta pertany a «02.GD: Tectosilicats amb H₂O zeolítica; cadenes de 6-enllaços – zeolites tabulars» juntament amb els següents minerals: gmelinita-Ca, gmelinita-K, gmelinita-Na, willhendersonita, cabazita-Ca, cabazita-K, cabazita-Na, cabazita-Sr, cabazita-Mg, levyna-Ca, levyna-Na, bellbergita, erionita-Ca, erionita-K, erionita-Na, offretita, wenkita, faujasita-Ca, faujasita-Mg, faujasita-Na, maricopaïta, mordenita, dachiardita-Ca, dachiardita-Na, epistilbita, ferrierita-K, ferrierita-Mg i ferrierita-Na.

## Formació i jaciments
Va ser descoberta a la propietat de Nolan, a l'àrea de Bikita (Masvingo, Zimbabwe). També ha estat descrita a la propera pegmatita de Bikita, així com a la mina Foote Lithium Co. (Carolina del Nord, Estats Units) i a la pegmatita Big Mack (Ontario, Canadà). Aquests indrets són els únics de tot el planeta on ha estat descrita aquesta espècie mineral.